# Дикая ложа
Дикая ложа — организационное объединение масонов или профанов, заявляющих о себе как о масонской организации, не признаваемое за таковое со стороны других законных масонских организаций. Дикие ложи не имеют патент на право проведения работ от законной великой ложи, не соблюдают масонские традиции, конституции и регламенты.

## Описание
Название дикая ложа носят бывшие масонские ложи, которые вышли из под контроля своей великой ложи и не соблюдают масонские конституции и регламенты, а иногда и законы страны, в которой продолжают функционировать. Часто под названием дикая ложа имеются в виду организации, которые намеренно преследовали цель изменить традиционные правила и действовать выходя за их рамки. Подобные организации создают ритуалы неизвестного происхождения, которые не получили признания мирового масонства.
Дикие ложи могут функционировать без патента великой ложи, а руководство может осуществляться несколькими масонами, имеющими абсолютную власть. Обязательным является наличие патента у каждой регулярно созданной масонской ложи. Некоторые из диких лож создаются намеренно профанами с целью имитации масонских собраний и ритуалов. Другие ложи, некогда считавшиеся регулярными (правильно созданными), под влиянием некоторых масонов начинают отклоняться от масонской традиции, что приводит к несоблюдению масонских ландмарок, неправильным посвящениям, замене утверждённых и соответствующих конкретному уставу масонских ритуалов. Подобные организации также допускают существенные упрощения в приёме кандидатов и не поддерживают контактов со своей великой ложей. Также причиной ухода ложи в дикость может стать уменьшение количества членов ложи (менее семи мастеров-масонов), что приведёт к невозможности проведения регулярных работ и посвящений. Отсутствие желания у братьев увеличивать ложу по численности и нежелание братьев видеть в своей ложе новых членов также способствует превращению такой ложи в нерегулярную, то есть в дикую.

## История
Согласно древним уложениям братства вольных каменщиков, пять мастеров-масонов ложи её формируют и могут иметь возможность создания правильной (регулярной) ложи, которая получит полномочия, как легально работающая. Другим ложам, имеющим менее пяти мастеров, никогда не будет дано разрешение на учреждение ложи, и такая ложа не будет признана юридически. После создания первой великой ложи это правило было утверждено в старом положении, в статье VIII [из «Общих положений» Джеймса Андерсона 24 апреля 1723 года], для того, чтобы иметь возможность создавать правильные ложи. Данное руководство этой произвольной мерой привело вскоре к спорам, вследствие чего была создана вторая великая ложа, члены которой стали называться древними. Старый закон, который действовал в первой великой ложе, и по которому выдавались патенты ложам и даже патенты отдельным братьям, не утверждал, что должно соблюдаться первое требование, а именно требование о количестве братьев числом не менее пяти. В Германии несколько лож были созданы с правильным или неправильным количеством братьев всё по той же конституции и в соответствии с законом, как и было заявлено в Англии для тех лож, которые не были ею признаны.

## Известныедикиеложи

### Северные братья
Эта ложа была создана по инициативе русских масонов разных великих лож Франции в Париже. Идейным вдохновителем создания ложи был писатель и выдающийся масон — Михаил Андреевич Осоргин. Он стал основателем ложи и её досточтимым мастером со дня основания по 11 апреля 1938 года.
Ложа работала с октября 1931 по апрель 1932 года, как узкая масонская группа, а с 17 ноября 1932 года, как учебная группа. Акт учреждения подписан 12 ноября 1934 года. Ложа работала независимо от существующих масонских лож по Древнему и принятому шотландскому уставу. С 9 октября 1933 по 24 апреля 1939 года провела 150 собраний, затем прекратила свою деятельность. Первоначально собрания проводились на квартире Осоргина, по понедельникам, после 101-го собрания на других квартирах.

### П-2
Одним из характерных примеров упадка ложи и превращения её в дикую является пример с ложей П-2. В самом начале своей истории и в годы её расцвета она являлась законной масонской ложей, соответствующей требованиям закона и масонских традиций. Но с 1970 годов начинается упадок ложи, и она теряет масонские признаки.
Растущее влияние Личо Джелли начало беспокоить великого мастера Великого востока Италии, который в конце 1974 года внёс предложение о прекращении деятельности («усыплении») ложи «П-2». На конвенте Великого востока Италии в декабре 1974 года за её усыпление проголосовали представители 400 из 406 представленных лож. В марте 1975 года Джелли выступил с обвинениями великого мастера в финансовых преступлениях и забрал свои слова назад только после того, как тот выдал патент на возобновление работ ложи, несмотря на то, что ВВИ к тому времени закрыл её. Ложа «П-2» стала регулярной, членство в ней больше не было тайным, и Джелли был назначен её досточтимым мастером. В 1976 году Джелли испросил разрешение временно приостановить работы в своей ложе, чтобы она при этом не была усыплена полностью. Этот юридический нюанс позволил ему сохранить некоторую видимость регулярности своего частного клуба, при этом будучи неподотчётным ВВИ.
В 1976 году «П-2» была лишена патента и до 1981 года функционировала подпольно (как дикая ложа), нарушая законодательство Италии, запрещающее членство правительственных чиновников в тайных организациях.
В 1980 году Личо Джелли в одном из интервью проболтался о своём влиянии в масонских кругах. Разгневанные этим заявлением братья провели заседание масонского трибунала, решением которого Джелли в 1981 году был исключён из ордена, а ложа «П-2» закрыта.